# The Hellfire Club (filme)
The Hellfire Club (Brasil: O Espadachim do Diabo ) é um filme britânico de 1961, do  gênero aventura, produzido pela Hammer, dirigido por Robert S. Baker e Monty Berman,  roteirizado por Jimmy Sangster e Leon Griffiths, música de Clifton Parker.

## Sinopse
Inglaterra, século XVIII: um nobre, desde a infância refugiado em um circo itinerante, retorna para reclamar sua herança.

## Elenco
- Keith Michell ....... Jason
- Adrienne Corri ....... Isobel
- Peter Cushing ....... Merryweather
- Peter Arne ....... Thomas
- Kai Fischer ....... Yvonne
- David Lodge ....... Timothy
- Bill Owen ....... Martin
- Miles Malleson ....... Judge
- Martin Stephens ....... Jason menino
- Andrew Faulds ....... Lord Netherden
- Jean Lodge ....... Lady Netherden
- Francis Matthews ....... Sir Hugh Manning
- Desmond Walter-Ellis .......  Lord Chorley (como Desmond Walter Ellis)
- Denis Shaw ....... Sir Richard
- Tutte Lemkow ....... Higgins